# Pallacanestro ai Giochi della XXX Olimpiade - Torneo femminile
Il torneo femminile di pallacanestro ai Giochi della XXX Olimpiade si è svolto tra il 28 luglio e l'11 agosto 2012.

## Risultati

### Prima fase a gruppi
La prima fase a gruppi prevede che le prime quattro squadre di ciascun gruppo accedano ai quarti di finale.

#### Gruppo A
| Squadra     | Pt | G | V | P | PF  | PS  | DP   |
| ----------- | -- | - | - | - | --- | --- | ---- |
| Stati Uniti | 10 | 5 | 5 | 0 | 462 | 279 | +183 |
| Turchia     | 9  | 5 | 4 | 1 | 343 | 316 | +27  |
| Cina        | 8  | 5 | 3 | 2 | 346 | 363 | -17  |
| Rep. Ceca   | 7  | 5 | 2 | 3 | 346 | 332 | +14  |
| Croazia     | 6  | 5 | 1 | 4 | 324 | 379 | -55  |
| Angola      | 5  | 5 | 0 | 5 | 243 | 395 | -152 |

##### Risultati
1ª giornata
| Arbitri: | Jorge Vázquez Vaughan Mayberry Carole Delaune |

|           |          |                  |
| Ma 16     | Punti    | 14 Vítečková     |
| Miao 8    | Assist   | 3 tre giocatrici |
| Chen N. 8 | Rimbalzi | 9 Horáková       |

| Arbitri: | Elena Chernova Vitalis Gode Fernando Sampietro |

|              |          |                 |
| Palazoğlu 13 | Punti    | 11 Maurício     |
| Vardarlı 5   | Assist   | 2 Camufal       |
| Çağlar 7     | Rimbalzi | 5 Tomás, Manuel |

| Arbitri: | Juan Arteaga Oļegs Latiševs Snehal Bendke |

|            |          |             |
| Charles 14 | Punti    | 22 Ivezić   |
| Bird 5     | Assist   | 5 Lelas     |
| Parker 13  | Rimbalzi | 7 Ivanković |

2ª giornata
| Arbitri: | Michael Aylen Elena Chernova Felicia Grinter |

|                  |          |            |
| Mandir 22        | Punti    | 28 Chen N. |
| Jelavić, Lelas 4 | Assist   | 10 Miao    |
| Ivezić 6         | Rimbalzi | 10 Chen N. |

| Arbitri: | Pablo Estévez Shoko Suguro Samir Abaakil |

|                       |          |                   |
| Veselá 19             | Punti    | 11 tre giocatrici |
| Bartoňová, Elhotová 4 | Assist   | 4 Vardarlı        |
| tre giocatrici 6      | Rimbalzi | 13 Yılmaz         |

| Arbitri: | Carole Delauné Marcos Benito Robert Lottermoser |

|                    |          |           |
| Guadalupe 11       | Punti    | 14 Parker |
| Manuel 2           | Assist   | 5 Bird    |
| Maurício, Manuel 6 | Rimbalzi | 12 Parker |

3ª giornata
| Arbitri: | Christos Christodoulou Samir Abaakil Shenal Bendke |

|        |          |                  |
| Ma 15  | Punti    | 12 Guadalupe     |
| Miao 5 | Assist   | 2 tre giocatrici |
| Gao 9  | Rimbalzi | 9 Tomás          |

| Arbitri: | Cristiano Maranho Guerrino Cerebuch Carole Delauné |

|           |          |             |
| Mandir 20 | Punti    | 20 Elhotová |
| Mandir 3  | Assist   | 7 Veselá    |
| Mandir 6  | Rimbalzi | 10 Horáková |

| Arbitri: | Michael Aylen Stephen Seibel Peng Ling |

|                  |          |                            |
| McCoughtry 18    | Punti    | 11 Hollingsworth, Vardarlı |
| Bird 4           | Assist   | 3 Alben, Vardarlı          |
| tre giocatrici 7 | Rimbalzi | 8 Hollingsworth            |

4ª giornata
| Arbitri: | Stephen Seibel Shoko Suguro Ling Peng |

|            |          |            |
| Tomás 15   | Punti    | 23 Lelas   |
| Maurício 4 | Assist   | 5 Mandir   |
| Tomás 8    | Rimbalzi | 8 Vrsaljko |

| Arbitri: | Carl Jungebrand Felicia Grinter Vaughan Mayberry |

|                  |          |               |
| Yılmaz 16        | Punti    | 19 Chen N.    |
| Alben 5          | Assist   | 6 Miao        |
| Hollingsworth 11 | Rimbalzi | 8 Chen N., Ma |

| Arbitri: | Elena Chernova Marcos Benito Vitalis Gode |

|                      |          |            |
| Zrůstová 15          | Punti    | 18 Taurasi |
| Kateřina Bartoňová 3 | Assist   | 9 Bird     |
| Pecková 5            | Rimbalzi | 15 Charles |

5ª giornata
| Arbitri: | Rabah Noujaim Vaughan Mayberry Vitalis Gode |

|                      |          |             |
| Maurício 18          | Punti    | 20 Zrůstová |
| Eusébio, Guadalupe 2 | Assist   | 4 Elhotová  |
| Manuel 11            | Rimbalzi | 9 Horáková  |

| Arbitri: | Guerrino Cerebuch Boris Ryžik Carole Delauné |

|                      |          |             |
| Song 15              | Punti    | 22 Taurasi  |
| Miao 8               | Assist   | 7 Catchings |
| quattro giocatrici 3 | Rimbalzi | 7 Moore     |

| Arbitri: | Jorge Vázquez Marcos Benito Elena Chernova |

|                 |          |                      |
| Lelas 14        | Punti    | 14 Hollingsworth     |
| Lelas 5         | Assist   | 5 Tuncluer, Vardarli |
| Lelas, Mandir 6 | Rimbalzi | 9 Yilmaz             |

#### Gruppo B
| Squadra       | Pt | G | V | P | PF  | PS  | DP  |
| ------------- | -- | - | - | - | --- | --- | --- |
| Francia       | 10 | 5 | 5 | 0 | 356 | 319 | +37 |
| Australia     | 9  | 5 | 4 | 1 | 314 | 308 | +6  |
| Russia        | 8  | 5 | 3 | 2 | 281 | 259 | +22 |
| Canada        | 7  | 5 | 2 | 3 | 265 | 260 | +5  |
| Brasile       | 6  | 5 | 1 | 4 | 329 | 354 | -25 |
| Gran Bretagna | 5  | 5 | 0 | 5 | 327 | 372 | -45 |

##### Risultati
1ª giornata
| Arbitri: | Recep Ankaralı Peng Ling Samir Abaakil |

|             |          |               |
| Smith 20    | Punti    | 14 Hammon     |
| Thorburn 6  | Assist   | 6 Daniločkina |
| T. Tatham 5 | Rimbalzi | 12 Osipova    |

| Arbitri: | Robert Lottermoser Rabah Noujaim Felicia Grinter |

|              |          |           |
| Érika 17     | Punti    | 23 Dumerc |
| Adrianinha 5 | Assist   | 5 Dumerc  |
| Clarissa 12  | Rimbalzi | 7 Miyem   |

| Arbitri: | José Carrion Shoko Suguro Borys Ryschyk |

|            |          |                       |
| Jackson 18 | Punti    | 11 Vanderwal, Leedham |
| Richards 4 | Assist   | 3 Stafford, Leedham   |
| Batkovic 7 | Rimbalzi | 7 Page                |

2ª giornata
| Arbitri: | William Kennedy Christos Christodoulou Peng Ling |

|                  |          |             |
| Gomis 22         | Punti    | 17 Batkovic |
| Beikes, Dumerc 2 | Assist   | 5 O'Hea     |
| Yacoubou 7       | Rimbalzi | 10 Batkovic |

| Arbitri: | Guerrino Cerebuch Ilija Belošević Snehal Bendke |

|                  |          |          |
| Beljakova 14     | Punti    | 15 Érika |
| tre giocatrici 3 | Assist   | 4 Karla  |
| Grišaeva 8       | Rimbalzi | 18 Érika |

| Arbitri: | Juan Arteaga Saša Pukl Vitalis Gode |

|                      |          |                         |
| Stafford, Leedham 15 | Punti    | 18 Thorburn             |
| Collins 4            | Assist   | 7 Gabriele              |
| Fagbenle 6           | Rimbalzi | 5 Pilypaitis, T. Tatham |

3ª giornata
| Arbitri: | Luigi Lamonica Pablo Estévez Shoko Suguro |

|             |          |                  |
| Thorburn 17 | Punti    | 16 Gomis         |
| Thorburn 3  | Assist   | 3 tre giocatrici |
| Achonwa 8   | Rimbalzi | 6 Gruda          |

| Arbitri: | Recep Ankaralı Carl Jungebrand Vitalis Gode |

|            |          |            |
| Jackson 18 | Punti    | 22 Karla   |
| Harrower 5 | Assist   | 3 Karla    |
| Cambage 10 | Rimbalzi | 10 Damiris |

| Arbitri: | Felicia Grinter Rabah Noujaim Jorge Vázquez |

|                    |          |              |
| Stafford 18        | Punti    | 12 Beljakova |
| Collins, Leedham 3 | Assist   | 6 Hammon     |
| Page 7             | Rimbalzi | 9 Osipova    |

4ª giornata
| Arbitri: | Cristiano Maranho Fernando Sampietro Robert Lottermoser |

|               |          |                   |
| Osipova 15    | Punti    | 17 Cambage        |
| Daniločkina 4 | Assist   | 5 Harrower, O'Hea |
| Osipova 9     | Rimbalzi | 10 Cambage        |

| Arbitri: | José Carrion Boris Ryžik Carole Delauné |

|          |          |                      |
| Érika 22 | Punti    | 14 Pilypaitis, Smith |
| Joice 4  | Assist   | 8 Thorburn           |
| Érika 12 | Rimbalzi | 5 Smith              |

| Arbitri: | Ilija Belošević Oļegs Latiševs Snehal Bendke |

|                       |          |                 |
| Gruda, Lawson-Wade 16 | Punti    | 29 Leedham      |
| Godin 4               | Assist   | 3 Page          |
| Godin 8               | Rimbalzi | 8 Leedham, Page |

5ª giornata
| Arbitri: | Pablo Estévez Saša Pukl Shoko Suguro |

|                    |          |                        |
| Dumerc 12          | Punti    | 14 Beljakova           |
| Dumerc 3           | Assist   | 3 Daniločkina, Osipova |
| Beikes, Yacoubou 7 | Rimbalzi | 5 Hammon, Osipova      |

| Arbitri: | Felicia Grinter Oļegs Latiševs Snehal Bendke |

|            |          |                    |
| Smith 17   | Punti    | 12 Snell           |
| Thorburn 5 | Assist   | 4 Screen, Harrower |
| Murphy 5   | Rimbalzi | 9 Jackson          |

| Arbitri: | Christos Christodoulou William Kennedy Ling Peng |

|             |          |                    |
| Stafford 15 | Punti    | 16 Clarissa, Érika |
| Stafford 4  | Assist   | 12 Adrianinha      |
| Stafford 11 | Rimbalzi | 13 Clarissa        |

### Fase ad eliminazione diretta
|  | Quarti 7 agosto | Quarti 7 agosto |             |        | Semifinale 9 agosto | Semifinale 9 agosto |  |  | Finale 11 agosto | Finale 11 agosto |
|  |                 |                 |             |        |                     |                     |  |  |                  |                  |
|  |                 |                 |             |        |                     |                     |  |  |                  |                  |
|  |                 |                 |             |        |                     |                     |  |  |                  |                  |
|  | Australia       | 75              |             |        |                     |                     |  |  |                  |                  |
|  | Australia       | 75              |             |        |                     |                     |  |  |                  |                  |
|  | Cina            | 60              |             |        |                     |                     |  |  |                  |                  |
|  | Cina            | 60              | Australia   | 73     |                     |                     |  |  |                  |                  |
|  |                 |                 | Australia   | 73     |                     |                     |  |  |                  |                  |
|  |                 | Stati Uniti     | 86          |        |                     |                     |  |  |                  |                  |
|  | Stati Uniti     | Stati Uniti     | 86          | 91     |                     |                     |  |  |                  |                  |
|  | Stati Uniti     |                 |             | 91     |                     |                     |  |  |                  |                  |
|  | Canada          | 48              |             |        |                     |                     |  |  |                  |                  |
|  | Canada          | 48              | Stati Uniti | 86     |                     |                     |  |  |                  |                  |
|  |                 |                 | Stati Uniti | 86     |                     |                     |  |  |                  |                  |
|  |                 | Francia         | 50          |        |                     |                     |  |  |                  |                  |
|  | Turchia         | Francia         | 50          | 63     |                     |                     |  |  |                  |                  |
|  | Turchia         |                 |             | 63     |                     |                     |  |  |                  |                  |
|  | Russia          | 66              |             |        |                     |                     |  |  |                  |                  |
|  | Russia          | 66              | Russia      | 64     | 3º posto            | 3º posto            |  |  |                  |                  |
|  |                 |                 | Russia      | 64     | 3º posto            | 3º posto            |  |  |                  |                  |
|  |                 | Francia         | 81          |        |                     |                     |  |  |                  |                  |
|  | Francia         | Francia         | 81          | 71     | Australia           | 83                  |  |  |                  |                  |
|  | Francia         |                 |             | 71     | Australia           | 83                  |  |  |                  |                  |
|  | Rep. Ceca       | 68              |             | Russia | 74                  |                     |  |  |                  |                  |
|  | Rep. Ceca       | 68              |             |        | 74                  |                     |  |  |                  |                  |
|  |                 |                 |             |        |                     |                     |  |  |                  |                  |
|  |                 |                 |             |        |                     |                     |  |  |                  |                  |

#### Quarti di finale
| Arbitri: | Guerrino Cerebuch Shoko Suguro Vitalis Gode |

|                 |          |            |
| Taurasi 15      | Punti    | 13 Smith   |
| Bird 5          | Assist   | 5 Phillips |
| Moore, Parker 7 | Rimbalzi | 8 Phillips |

| Arbitri: | Oļegs Latiševs Elena Chernova Carole Delauné |

|            |          |           |
| Cambage 17 | Punti    | 15 Ma     |
| Richards 6 | Assist   | 3 Gao     |
| Batkovic 9 | Rimbalzi | 7 Chen N. |

| Arbitri: | José Carrion William Kennedy Ling Peng |

|            |          |             |
| Yılmaz 22  | Punti    | 19 Hammon   |
| Vardarlı 6 | Assist   | 5 Hammon    |
| Alben 6    | Rimbalzi | 7 Petrakova |

| Arbitri: | Marcos Benito Felicia Grinter Rabah Noujaim |

|           |          |              |
| Dumerc 23 | Punti    | 17 Vítečková |
| Dumerc 6  | Assist   | 5 Horáková   |
| Gruda 7   | Rimbalzi | 7 Horáková   |

#### Semifinali
| Arbitri: | Ilija Belošević Boris Ryžik Snehal Bendke |

|            |          |                     |
| Cambage 19 | Punti    | 14 Charles, Taurasi |
| Jarry 5    | Assist   | 4 Charles           |
| Jackson 17 | Rimbalzi | 10 Charles          |

| Arbitri: | Guerrino Cerebuch Jorge Vázquez Stephen Seibel |

|                        |          |                |
| Daniločkina, Hammon 13 | Punti    | 18 Lawson-Wade |
| Hammon 5               | Assist   | 5 Lawson-Wade  |
| Vieru 8                | Rimbalzi | 8 Gruda        |

#### Finali
3º-4º posto
| Arbitri: | Jorge Vazquez Felicia Grinter Shoko Suguro |

|            |          |                |
| Jackson 25 | Punti    | 19 Hammon      |
| O'Hea 5    | Assist   | 4 Hammon       |
| Jackson 11 | Rimbalzi | 8 Vodop'janova |

1º-2º posto
| Arbitri: | Fernando Sampietro Elena Chernova Ling Peng |

|               |            |                       |
| Parker 21     | Punti      | 12 Gruda, Lawson-Wade |
| Taurasi 6     | Assist     | 3 Dumerc              |
| Parker 11     | Rimbalzi   | 8 Ndongue             |
| Geno Auriemma | Allenatori | Pierre Vincent        |

## Classifica finale
| Campione olimpico | Campione olimpico | Campione olimpico |
| --- | ----------------- | --- |
| Stati Uniti4 Whalen, 5 Augustus, 6 Bird, 7 Moore, 8 McCoughtry, 9 Jones, 10 Catchings, 11 Cash, 12 Taurasi, 13 Fowles, 14 Charles, 15 Parker, All. Geno Auriemma |                   | |
| Argento | Francia           | Francia4 Yacoubou, 5 Miyem, 6 Beikes, 7 Gruda, 8 Lawson-Wade, 9 Dumerc, 10 Lepron, 11 Gomis, 12 Laborde, 13 Godin, 14 Ndongue, 15 Digbeu, All. Pierre Vincent                    |
| Bronzo | Australia         | Australia4 O'Hea, 5 Richards, 6 Screen, 7 Bishop, 8 Batkovic, 9 MacLeod, 10 Harrower, 11 Hodges, 12 Snell, 13 Jarry, 14 Cambage, 15 Jackson, All. Carrie Graf                    |
| 4. | Russia            | Russia4 Artešina, 5 Beljakova, 6 Vodop'janova, 7 Kuzina, 8 Daniločkina, 9 Hammon, 10 Korstin, 11 Vieru, 12 Osipova, 13 Petrakova, 14 Žedik, 15 Grišaeva, All. Boris Sokolovskij  |
| 5. | Turchia           | Turchia4 Palazoğlu, 5 Dalgalar, 6 Vardarlı, 7 Kartaltepe, 8 Canıtez, 9 Tunçluer, 10 Alben, 11 Yılmaz, 12 Hollingsworth, 13 Horasan, 14 İvegin, 15 Çağlar, All. Ceyhun Yıldızoğlu |
| 6. | Cina              | Cina4 Li, 5 Song, 6 Ji, 7 Zhao, 8 Miao, 9 Guan, 10 Zhang, 11 Ma, 12 Gao, 13 Chen X., 14 Wei, 15 Chen N., All. Sun Fengwu                                                         |
| 7. | Rep. Ceca         | Rep. Ceca4 Veselá, 5 Zrůstová, 6 Bartoňová, 7 Zohnová, 8 Burgrová, 9 Horáková, 10 Hanušová, 11 Elhotová, 12 Bartáková, 13 Kulichová, 14 Pecková, 15 Vítečková, All. Lubor Blažek |
| 8. | Canada            | Canada4 Phillips, 5 Gabriele, 6 Thorburn, 7 Pilypaitis, 8 Smith, 9 Ayim, 10 A. Tatham, 11 Achonwa, 12 Murphy, 13 T. Tatham, 14 Aubry, 15 Plouffe, All. Allison McNeill           |
| 9. | Brasile           | Brasile4 Adrianinha, 5 Karla, 6 Chuça, 7 Joice, 9 Franciele, 10 Silvinha, 11 Clarissa, 12 Damiris, 13 Nádia, 14 Érika, 15 Tássia, All. Luís Tarallo                              |
| 10. | Croazia           | Croazia4 Mandir, 5 Jelavić, 6 Mišura, 7 Karčić, 8 Salopek, 9 Vrsaljko, 10 Ciglar, 11 Lelas, 12 Slišković, 13 Mazić, 14 Ivanković, 15 Ivezić, All. Stipe Bralić                   |
| 11. | Gran Bretagna     | Gran Bretagna4 Stafford, 5 Anderson, 6 Collins, 7 Vanderwal, 8 Handy, 9 Wade-Fray, 10 Page, 11 Butler, 12 Allen, 13 Leedham, 14 Stewart, 15 Fagbenle, All. Tom Maher             |
| 12. | Angola            | Angola4 Camufal, 5 Gonçalves, 6 Jorge, 7 Cardoso, 8 Eusébio, 9 Félix, 10 Guadalupe, 11 Tomás, 12 Vicente, 13 Maurício, 14 Manuel, 15 Filipe, All. Aníbal Moreira                 |